# 뱀파이어 여왕 마르셀린
뱀파이어 여왕 마르셀린(Marceline the Vampire Queen 마르셀린 더 뱀파이어 퀸[*])은 카툰 네트워크의 애니메이션 시리즈 《핀과 제이크의 어드벤처 타임》의 등장인물이다. 본명은 마르셀린 애버디어(Marceline Abadeer)이며 올리비아 올슨이 성우를 맡았다. 마르셀린은 1,000년을 넘게 산 뱀파이어 여왕으로, 가보로 물려받은 도끼로 만든 베이스 기타를 연주하는 음악가이기도 하다. 마르셀린은 펜들턴 워드가 만든 디자인에 작품의 전 수석 캐릭터 및 프롭 디자이너였던 필 린다가 약간의 수정을 더해 만들어진 캐릭터이다.
마르셀린은 첫 번째 시즌 〈Evicted!〉에서 첫 등장하였다. 해당 에피소드에서 마르셀린은 핀과 제이크의 나무집을 빼앗고 둘을 밖으로 내쫓게 된다. 나중에 작품이 진행되면서 마르셀린은 둘과 친한 친구 사이가 된다. 이후 여러 에피소드에 걸쳐 마르셀린의 과거 배경을 다루었는데, 마르셀린은 악마인 아버지 헌슨 애버디어(마틴 올슨)와 인간인 어머니 엘리스(리베카 슈거) 사이에서 태어났다는 사실이 밝혀진다. 또한 어린 시절 버섯 전쟁으로 인해 폐허로 바뀌어버린 도시 속에서 사이먼 페트리코프(톰 케니)를 만나 아빠처럼 따르게 된다. 사이먼은 마르셀린을 지키기 위해 얼음 왕관을 쓰게 되었고, 그 역효과로 나중에 얼음 대왕으로 변하게 된다.
일곱 번째 시즌에서는 마르셀린의 이야기를 주제로 한 8부작 미니시리즈 《Stakes》가 방영되었다. 마르셀린은 평론가들로부터 긍정적인 평가를 받았으며, 많은 팬층을 형성하는데 기여하였다. 방영 중 마르셀린과 버블검 공주 사이의 관계 묘사는 많은 논란을 불러일으켰는데, 마지막 에피소드 〈Come Along With Me〉에서는 둘이 서로 키스하는 장면을 보여주며 연인 관계를 공식화하였다. 버블검 공주와의 이야기는 작품 종영 이후 공개된 스핀오프 《어드벤처 타임: 머나먼 땅》의 〈Obsidian〉에서 다시 다뤄지기도 하였다.

## 디자인과 성우

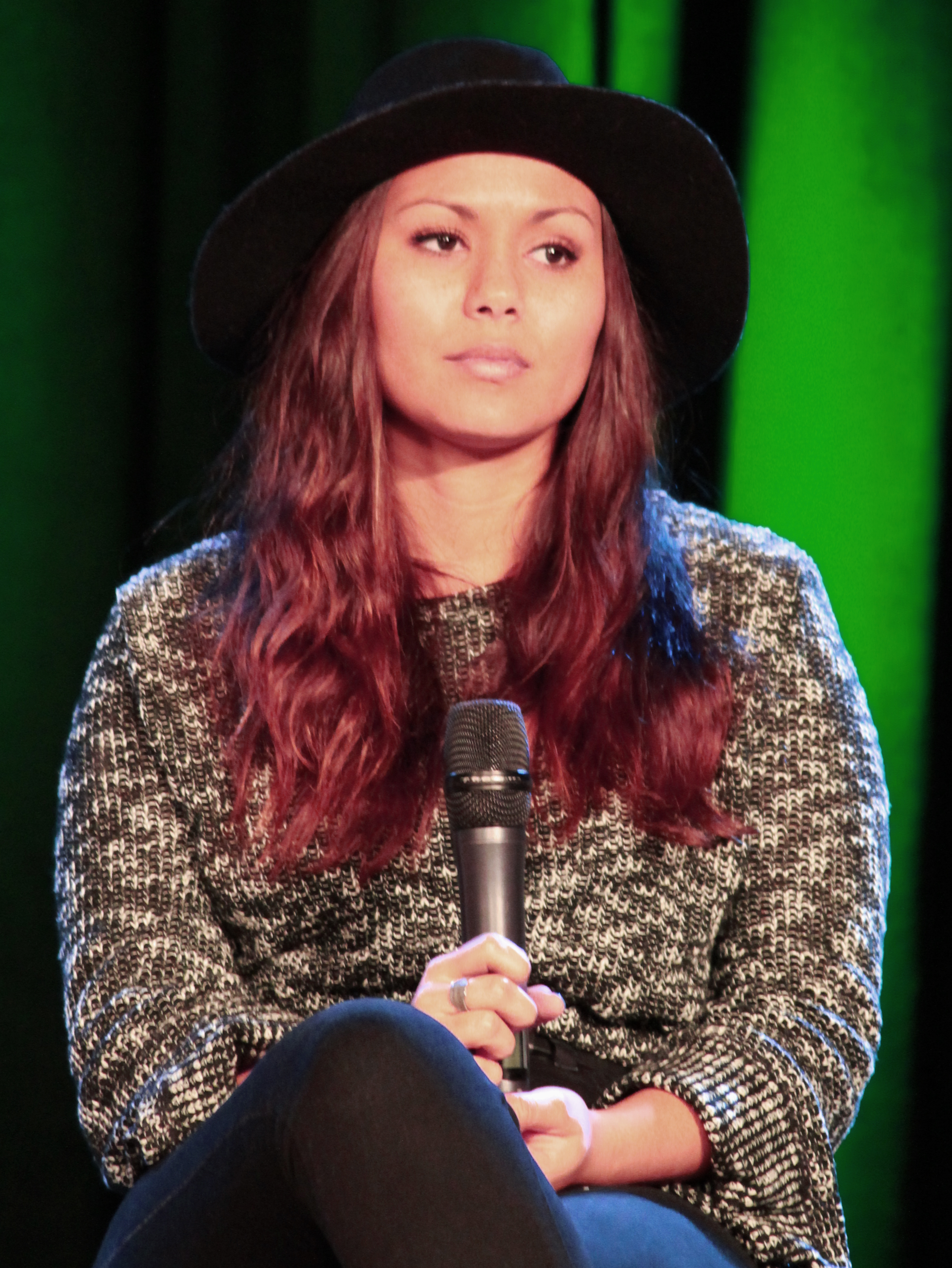
마르셀린의 성우 올리비아 올슨.

마르셀린은 《어드벤처 타임》의 주요 등장인물로, 2007년 공개된 파일럿에서는 등장하지 않았으나 정식 방영 이전 창시자 펜들턴 워드가 만든 초기 설정집에서는 마르셀린의 디자인과 캐릭터가 이미 존재하였다. 워드는 마르셀린의 캐릭터성을 일부러 복잡하게 부여하려고 하였는데, 이에 대해 다음과 같이 설명하였다. "여성 등장인물은 클리셰를 따르거나, 또는 그런 클리셰와는 정반대로 묘사되게 만드는 것이 너무 쉽다. 나는 핀과 제이크와 같이 그저 장단점을 모두 가질 수 있도록 노력하였다." 또한 해당 설정집에서 버블검 공주와는 "우호적인 라이벌" 관계라고 묘사되었다. 마르셀린의 이름은 워드의 어릴적 친구인 마리(Marie)의 가운데 이름에서 따온 것이다. 워드는 마리를 공포 영화인 《싸이코》를 좋아하고, 항상 어두운 옷을 입은 친구였다고 언급하였다. 리베카 슈거가 제작진에 처음 합류하여 마르셀린의 에피소드 작업을 시작했을 때, 작품의 제작진들은 슈거에게 자신의 인생 경험을 캐릭터에 담아보라는 요청을 하였다.
마르셀린은 워드가 처음 만든 디자인을 바탕으로 작품의 전 수석 캐릭터 및 프롭 디자이너 필 린다(Phil Rynda)가 약간의 수정 및 추가를 거쳐 탄생하였다. 마르셀린은 검은 장발을 갖고 있으며, 땅에 내려와 걷는 일은 드물고 평상시 움직이거나 잘 때조차 공중에 항상 떠 있는 모습으로 묘사된다. 다른 등장인물들과 달리 마르셀린의 복장은 자주 바뀌는 편인데, 워드는 이에 대해 "여자아이는 보통 하나 이상의 옷을 갖고 있기 때문"이라고 설명하였다. 성우 올리비아 올슨은 마르셀린의 패션에 대해 "마르셀린은 정말로 멋진 스타일을 갖고 있다. 매 에피소드에서 나올 때마다 마음에 든다."라고 말하였다. 녹음 과정에서 성우들은 스토리보드를 영상화한 애니매틱스(animatics)를 볼 수 있는데, 올슨은 마르셀린의 독특한 디자인을 보고 감탄하기 위해 종종 멈출 때가 있다고 말하였다. 마르셀린의 신체 사이즈나 그림체는 작업하는 애니메이터에 따라 매번 다르게 묘사된다. 린다는 "모든 아티스트들이 자신만의 취향과 감성을 작업 대상에 녹여내기 때문에" 이러한 점이 오류가 아닌 "캐릭터 애니메이션에 있어서 가장 멋진 부분 중 하나"라고 설명하였다.
마르셀린의 목소리는 올리비아 올슨이 연기하였다. 제작 초기 워드는 디즈니 애니메이션 《피니와 퍼브》의 작가이자 친구 마틴 올슨에게 연락을 하였다. 워드는 올슨에게 《피니와 퍼브》에서 바네사 두펀스머츠 역을 맡은 성우가 누구인지 물으며 자신의 새 작품에 그 목소리가 꼭 필요하다고 말하였다. 후에 알려진 바에 따르면 워드는 그 성우가 마틴 올슨의 딸이었다는 사실을 전혀 모르고 있었다. 원래 올슨은 오디션 중 버블검 공주 역할을 처음으로 연기하였으나, 나중에 마르셀린의 대사를 읽어보라는 요청을 받게 된다. 당시 초안 그림을 본 올슨은 마르셀린에게 깊은 인상을 받았다고 했다. 워드가 자신의 딸을 작품에 출연시키고 싶어한다는 사실을 이미 알고 있었던 마틴 올슨은 나중에 해당 오디션이 방송국의 경영진들을 기쁘게 하기 위한 가짜 오디션이었다고 농담하기도 하였다. 캐릭터에 몰입하기 위해 올슨은 종종 마르셀린과 비슷한 복장을 입고 녹음에 참여하기도 하였다. "마르셀린을 녹음하러 가는 날이면 항상 이상한 복장을 입고 있는 내 모습을 보게 된다. ... 로큰롤 부츠를 신거나 이따금 빨간 립스틱을 바르고는 녹음실에 들어간다." 본 시리즈의 회상 장면에서 어린 마르셀린의 성우는 에이바 에이커스가 맡았으며, 스핀오프 《머나먼 땅》과 《피오나와 케이크》에서는 오드리 베넷(Audrey Bennett)이 해당 역을 맡았다. 다섯 번째 시즌 에피소드 〈Finn the Human〉과 〈Jake the Dog〉에서는 클로리스 리치먼이 노년기의 마르셀린을 연기하였다. 마틴 올슨은 마르셀린의 아빠 헌슨 애버디어 역의 성우를 맡았다. 올리비아 올슨은 자신의 아빠와 녹음할 수 있는 기회에 대해 "꽤 멋진 일"이라고 말하였다.
올슨은 마르셀린의 노래도 담당하였다. 마르셀린이 선보인 베이스 음악은 작곡가 케이시 제임스 베이시커스(Casey James Basichis)와 팀 키퍼(Tim Kiefer)가 제작하였다. 노래 자체는 스토리보드 작가 또는 제작에 참여하는 다른 제작진들이 작사를 하였으며, 이후 여러 데모송들이 인터넷 상에 공개되기도 하였다.

## 등장
작중 시점으로부터 약 1,000여 년 전, 마르셀린은 악마 아빠 헌슨 애버디어(Hunson Abadeer, 마틴 올슨)와 평범한 인간 엄마 엘리스(Elise, 리베카 슈거) 사이에서 태어났다. 아빠 애버디어는 "혼돈악이 지배하는 지옥의 차원"인 밤의 영역(나이토스피어, Nightosphere)의 지배자이다. 버섯 전쟁(Great Mushroom War)으로 인해 엄마와 사별하게 되고, 폐허가 된 도시에서 홀로 남은 어린 마르셀린은 얼음 대왕의 원래 모습인 사이먼 페트리코프를 만나게 된다. 둘은 함께 생존해가며 부녀와도 같은 끈끈한 관계를 갖게 되지만 마르셀린을 구하기 위해 쓴 얼음 왕관의 힘으로 사이먼은 광기에 사로잡히게 되고, 마르셀린은 다시 홀로 남게 된다. 나중에 마르셀린은 아빠와 재회하지만, 냉정하고 무자비한 모습을 보여주는 아빠의 모습에 마르셀린은 싫증을 느낀다. 마르셀린은 아빠의 이러한 사악하고 이기적인 장난을 이겨내기 위해 노력하였으나, 결국 자신이 만든 감자튀김을 함부로 먹는 것을 발견하고는 아빠와의 모든 연을 끊게 된다. 그 후 몇 년 간 우 랜드를 배회한 마르셀린은 우 대부분을 점령한 뱀파이어들을 사냥하기 시작한다. 마르셀린은 아빠로부터 물려받은 영혼을 흡수하는 악마의 힘 덕분에 자신이 죽인 뱀파이어의 고유한 능력을 얻을 수 있다는 사실을 알게 된다. 그러나 마르셀린과 싸우던 뱀파이어 왕은 마르셀린을 물어버려 뱀파이어로 만들어 버린다. 마르셀린은 애쉬(Ash)라는 이름의 마법사 남자친구와 사귄 적이 있었다. 하지만 애쉬는 자신이 가장 아끼는 인형인 햄보를 허락도 없이 마녀에게 팔아 넘기었고, 결국 둘은 헤어지게 된다. 비슷한 시기 마르셀린은 캔디 왕국의 지도자인 버블검 공주와 친구 사이가 된다. 둘은 캔디 왕국의 사탕 광산으로 함께 모험을 떠나는 등 좋은 관계를 유지했지만 왕국을 운영하는 것에 큰 스트레스를 느낀 버블검은 마르셀린과 거리를 유지하게 되고, 둘은 약간의 적대감을 보이는 등 한동안 사이가 멀어지게 된다.
마르셀린은 첫 번째 시즌 〈Evicted!〉에서 첫 등장하였다. 해당 에피소드에서 마르셀린은 핀과 제이크의 나무집이 원래 자신의 것이라는 이유로 빼앗아 둘을 밖으로 내쫓게 된다. 〈Henchman〉에서 마르셀린은 핀을 속여 몸종을 자처하게 하는데, 핀은 마르셀린이 짖궃은 장난을 좋아한다는 사실을 알게 된다. 나중에 작품이 진행되면서 마르셀린은 둘과 친한 친구 사이가 된다. 두 번째 시즌 〈It Came From the Nightosphere〉에서 핀은 우 랜드로 애버디어를 소환하게 된다. 생명체의 영혼을 흡수하는 등 우 랜드를 쑥대밭으로 만드는 모습을 통해 핀은 마르셀린과 아빠 사이의 관계가 좋지 않다는 점을 뒤늦게 깨닫는다. 핀은 마르셀린이 아빠에 대한 속상한 마음을 담아 부른 노래 〈The Fry Song〉을 애버디어에게 들려주고, 둘은 서로 화해를 하고 애버디어는 다시 밤의 영역으로 돌아간다. 세 번째 시즌 〈Memory of a Memory〉에서 전 남자친구 애쉬는 핀과 제이크를 속이고 마르셀린의 기억을 조작하여 다시 연인으로 만들려고 시도한다. 그 과정에서 핀과 제이크는 버섯 전쟁 이전 마르셀린이 겪은 일련의 기억들과 마주하고, 마르셀린의 이별에 대한 기억을 지워버리게 된다. 하지만 결국 애쉬의 속임수였다는 사실을 알아차린 핀은 마르셀린에게 모든 사실을 털어놓고, 셋은 애쉬를 혼내준다.
네 번째 시즌 〈Return to the Nightosphere〉와 〈Daddy's Little Monster〉에서 애버디어로부터 사악한 애뮬릿을 받은 마르셀린은 밤의 영역의 지배자가 되어버린다. 마르셀린은 핀의 노력으로 원래 모습으로 되돌아온다. 나중에 마르셀린은 아빠가 그저 자신을 이해해줬으면 하길 원할 뿐이라는 속마음을 털어놓는다. 다섯 번째 시즌 〈Finn the Human〉에서 핀은 리치가 존재하지 않았으면 좋겠다는 소원을 빈다. 리치가 없는 팜 월드(Farmworld) 세계에서 버섯 전쟁은 일어나지 않았고, 결과적으로 마르셀린이 뱀파이어가 되지 않았다. 그 세계에서 마르셀린은 힘 없이 늙은 반악마 할머니가 되어 사이먼이 얼음으로 얼려놓은 방사능 폭탄과 얼음 왕관을 지키고 있었다. 왕관을 쓴 팜월드 핀에 의해 폭탄은 터지게 되고, 마르셀린은 방사능 물질에 빠져 죽게 된다. 이후 제이크는 다시 소원을 빌어 모든 것을 원래대로 되돌린다. 다섯 번째 시즌 〈Sky Witch〉에서는 버블검과 하늘 마녀 마쟈를 뒤쫓는다. 이 과정에서 마르셀린은 전 남자친구 애쉬가 햄보를 넘긴 마녀가 바로 마쟈라는 사실을 깨닫는다. 버블검은 단순히 곰 인형 생각을 하는 마르셀린을 이해할 수 없었지만 결국 마르셀린이 자신에게 선물해 준 가장 아끼는 록 셔츠와 햄보를 교환하게 된다. 이 사건과 일곱 번째 시즌 〈Varmints〉, 여덟 번째 시즌 〈Broke His Crown〉을 거치며 마르셀린과 버블검은 친구 그 이상의 관계가 된다. 〈Betty〉에서 마르셀린은 햄보를 희생하여 사이먼이 베티와 다시 재회할 수 있도록 포털을 열어 준다.
일곱 번째 시즌에서 방영한 미니시리즈 《Stakes》에서는 5명의 뱀파이어들–풀(Fool, 론 퍼치스), 엠프레스 아이(Empress Eyes, 리베카 로메인), 하이로팬트(Hierophant, 폴 윌리엄스), 문(Moon, 보 빌링스리), 뱀파이어 킹(Vampire King, 빌리 브라운)–이 되살아나 마르셀린과 맞붙게 된다. 버블검이 마르셀린을 인간으로 만들기 위해 뱀파이어 정수를 추출하는 과정에서 정수 속에 담겨 있던 뱀파이어들이 부활한다. 마르셀린, 버블검, 핀, 제이크와 페퍼민트 집사(스티브 리틀)의 노력으로 이들을 처치하는데는 성공하지만, 그 과정에서 마르셀린은 뱀파이어가 되어버리고 불멸할 수 밖에 없는 뱀파이어로서의 삶을 받아들이게 된다. 마지막 에피소드 〈Come Along With Me〉에서 마르셀린은 버블검 공주 편에 서서 검발드와 함께 싸운다. 우 랜드로 소환된 초월적 존재 골브에 의해 버블검 공주가 위협받자 마르셀린은 버블검을 구하고, 둘은 나중에 서로 키스하며 서로의 마음을 확인한다. 마지막 장면에서 둘은 함께 손을 잡고 담요를 덮은 채 함께 소파에 앉아있는 모습이 나온다.
스핀오프 시리즈 《어드벤처 타임: 머나먼 땅》의 에피소드 〈Obsidian〉에서 마르셀린과 버블검은 유리 왕국을 괴롭히는 용을 처치하기 위해 함께 떠난다. 유리 왕국 시민들은 수세기 전에 용을 해치운 적 있는 마르셀린을 성인으로 섬기고 있었다. 해당 에피소드에서는 연인으로 지내고 있는 둘의 모습과 함께 마르셀린의 어린시절의 트라우마와 과거 갈등에 대해 다루었다. 다음 작품인 《어드벤처 타임: 피오나와 케이크》에서는 다양한 버전의 마르셀린이 등장한다. 성 반전 인물인 마셜 리(Marshall Lee)는 피오나의 친구로 등장하며, 원래 모습의 마르셀린은 〈Simon Petrokove〉에서 버블검과 함께 타투 시술을 받는 모습이 나온다. 에피소드 〈The Star〉에서 평행 세계에서의 마르셀린은 사이먼이 아닌 뱀파이어 왕에 의해 길러진 무자비한 뱀파이어로 "스타"라는 이름으로 불리며 평행 세계의 버블검과 결투를 벌인다.

### 기타

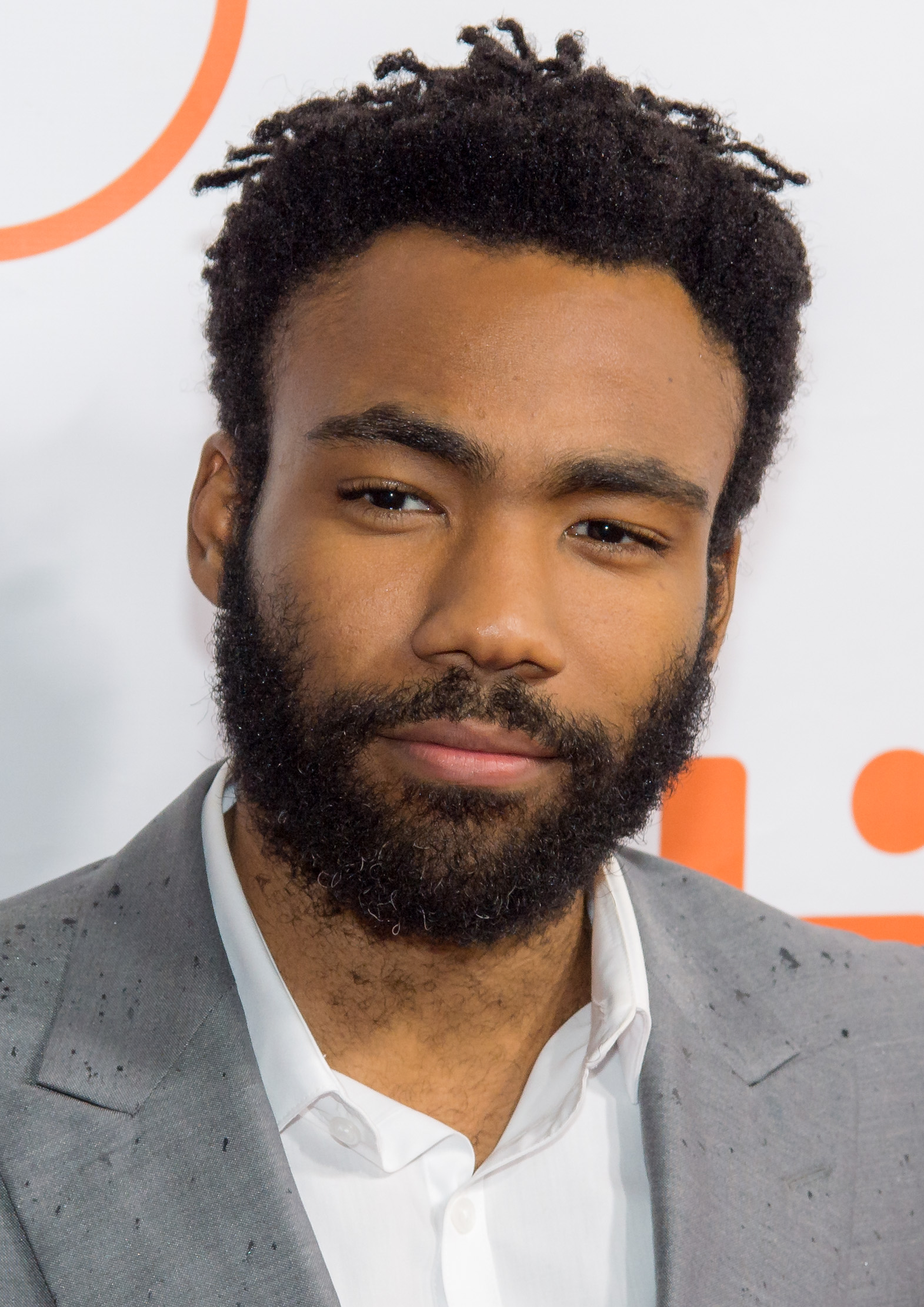
마셜 리의 성우 도널드 글로버.

세 번째 시즌 〈Fionna and Cake〉에서는 마셜 리라는 이름의 마르셀린의 성 반전 캐릭터가 등장한다. 해당 에피소드에서 마셜 리는 대사 없이 카메오로만 출연한다. 이후 다섯 번째 시즌 중 방영한 〈Bad Little Boy〉에서는 마셜 리를 중심으로 한 이야기를 다루었다. 해당 에피소드에서 얼음 대왕에 의해 납치된 공주들은 얼음 대왕이 들려주는 재미 없는 피오나와 케이크 이야기를 듣고는 고통스러워 하고, 얼음 왕국을 방문한 마르셀린이 직접 마셜 리의 이야기를 만들어 내어 들려준다. 마셜 리의 성우는 배우 코미디언이자 음악가 도널드 글로버가 맡았다. 추가로 마셜 리는 시즌 6 〈The Prince Who Wanted Everything〉에서는 카메오로, 시즌 8 〈Five Short Tables〉에서 대사가 있는 역할로 재등장한다.
2012년 7월에는 웹코믹 《옥토퍼스 파이》(Octopus Pie)의 저자 메러디스 그랜(Meredith Gran)이 제작한 스핀오프 코믹스 《어드벤처 타임: 마르셀린과 스크림 퀸스》(Marceline and the Scream Queens)가 출간되었다. 총 6호 분량으로 제작되었으며, 버블검 공주가 마르셀린의 밴드에 들어와 우 랜드를 여행하면서 생기는 이야기를 다루고 있다. 이 코믹스는 붐! 스튜디오스의 산하 어린이 브랜드인 카붐(KaBoom) 명의로 출간되었다. 이후 카붐에서는 케이스 레스(Kate Leth)의 《시잉 레드》(Seeing Red)와 그랜의 《마르셀린 곤 어드리프트》(Marceline Gone Adrift) 또한 발매하였다.

## 특징

### 성격
마르셀린은 악마와 인간 사이에서 태어난 혼혈이다. 작중 시점 이전, 뱀파이어 왕을 처치한 이후 "뱀파이어 여왕"이라는 칭호를 받은 것으로 추측된다. 실제 나이는 1,000살이 넘었지만 신체 나이는 18살에서 21살 사이를 유지하고 있다. 흑인인 엄마의 피를 물려받았지만, 파란 피부를 가진 악마인 아빠의 영향으로 흰 피부색을 갖고 있다. 수 세기 동안 우 랜드를 거쳐온 마르셀린은 "무서움을 모르는 저돌적인 인물"이 되었으며, 장난치기를 좋아하는 트릭스터가 되었다. 이 때문에 작품 초기 마르셀린은 핀과 제이크를 나무집에서 내쫓는 악당으로 묘사가 되었다.
다른 뱀파이어와 달리 마르셀린은 흡혈을 하지 않고 빨간색을 대신 먹으며 살아간다. 마르셀린이 빨간색을 빨아들이면 보통 그 물체는 회색으로 변한다. 그렇지만 펜들턴 워드에 따르면 마르셀린은 가끔씩 피를 마실 때도 있으며, 빨간색을 충분히 먹지 못할 경우 "야생의" 잔인한 모습으로 바뀌어 다른 이들의 피를 무차별적으로 빨아들이려고 하는 상태가 되어 버린다. 일반적인 뱀파이어와의 공통점으로는 햇빛에 취약하며, 다양한 크기의 박쥐로 변신할 수 있다는 점이 있다. 마르셀린은 공중 부양, 투명화, 자가치유, 변신 등 다양한 능력을 갖고 있는데, 이러한 능력들은 각각의 힘을 가진 뱀파이어들의 정수를 흡수하여 얻은 능력임이 《Stakes》에서 밝혀진다. 또한 악마 아빠로부터 다른 사람들의 영혼을 빨아들이는 능력 또한 물려받았다. 마르셀린은 버섯 전쟁으로부터 살아남은 생존자이다. 〈Memory of a Memory〉에서는 폐허가 된 도시 외곽을 홀로 돌아다니는 어린 시절 모습이 나왔었으며 〈I Remember You〉에서는 사이먼을 만나게 된 이야기를 다루었다.
마르셀린은 독립적이고 자존심이 강한 캐릭터로 묘사되지만, 가끔은 고독으로 인해 외로움을 느끼게 된다. 〈Marceline's Closet〉에서는 자신의 감정을 일기장을 통해 표현한다는 사실이 밝혀진다. 작중 음악을 자주 연주하는 모습이 나오는데, 작품 공식 설명에서는 "맹렬한 록 소녀"로 마르셀린을 소개한다. 마르셀린은 가보로 물려받은 도끼로 만든 베이스 기타를 연주한다. 워드에 따르면 마르셀린은 양손잡이여서 베이스 기타를 양손으로 연주할 수 있다. 마르셀린은 노래를 통해 자신의 감정을 종종 토로하는데, 아빠에 대한 아쉬움을 표현한 〈Fry Song〉과 버블검 공주와의 관계에 대한 생각을 담은 〈I'm Just Your Problem〉이 대표적이다.

### 인물 관계
마르셀린은 핀과 제이크와 친한 친구 사이이다. 특히 핀과는 모험을 좋아하고 위험을 감수할 줄 안다는 공통점을 갖고 있다. 마르셀린은 핀에게 볼 뽀뽀를 한 적이 두 번 있었으나, 워드는 이에 대해 둘 사이에 로맨스적인 맥락은 전혀 없다고 선을 그었다. 마르셀린은 뱀파이어를 두려워하는 제이크를 놀리는데 재미를 들였는데, 제이크는 마르셀린이 핀의 정신을 빼앗을 것이라고 생각하고 마르셀린을 공격하였으나 아무런 소용이 없었다. 〈Henchman〉 이후 마르셀린에 대한 공포가 사라진 제이크는 핀과 함께 마르셀린과 서로 친구가 된다.
마르셀린은 버블검 공주와는 적대감을 갖고 있는 일종의 라이벌 관계에 있었으나, 작품이 진행되면서 이러한 관계는 희석되고 친한 사이가 된다. 〈Go with Me〉에서 마르셀린은 버블검 공주를 본명인 보니벨로 처음 언급하였다. 〈What Was Missing〉에서 마르셀린은 노래를 통해 과거 버블검 공주와 어떠한 관계에 있었음을 암시하는데, 이는 인터넷 상에서 마르셀린의 성적 지향이 무엇인지에 대해 큰 논쟁을 불러일으키게 된다. 해당 에피소드 이후 둘 사이의 관계는 점점 회복되었고, 〈Sky Witch〉, 〈Varmints〉, 《Stakes》와 〈Broke His Crown〉를 거치며 깊은 유대관계를 형성하게 된다. 마지막 에피소드 〈Come Along With Me〉에서는 둘은 키스를 통해 서로에 대한 감정을 확인하고 둘은 연인이 된다. 이후 시간이 몇 년 정도 흐른 《머나먼 땅》의 〈Obsidian〉에서도 둘은 여전히 연인 관계를 유지한다.
아빠 헌슨 애버디어와는 서로 불편한 부녀 사이로 묘사된다. 마르셀린은 자신을 전혀 생각해주지 않는 아빠에 대한 섭섭함을 노래 〈Fry Song〉으로 표현한다. 부녀는 서로 사랑한다는 사실은 인정하면서도, 애버디어는 마르셀린이 자신의 가업을 물려 받아 밤의 영역의 지배자가 되기를 강요하고 마르셀린은 이를 계속 거부한다.
마르셀린은 어린 시절 버섯 전쟁으로 파괴된 도시에서 홀로 울고 있을 때 사이먼 페트리코프를 만나게 된다. 사이먼은 어린 마르셀린에게 곰인형 햄보를 선물해주고 마르셀린을 보살펴주게 된다. 이 때문에 사이먼은 마르셀린에게 친구이자 진정한 아빠와도 같은 인물이 된다. 하지만 마르셀린을 구하기 위해 쓴 얼음 왕관에 의해 사이먼은 잠식되어 가고, 마르셀린과의 과거 기억조차 모두 잊어버린 사이먼은 이후 얼음 대왕으로 변하게 된다. 전 스토리보드 작가이자 쇼러너 애덤 무토는 시즌 3 방영 중 작성한 답변을 통해 마르셀린과 얼음 대왕의 이야기는 초기 작품 계획에는 없었으나, "원래 이야기의 진행 방향에서 발전한 것으로 앞으로도 점점 커져갈 것 같다."라고 밝혔다.

## 평가

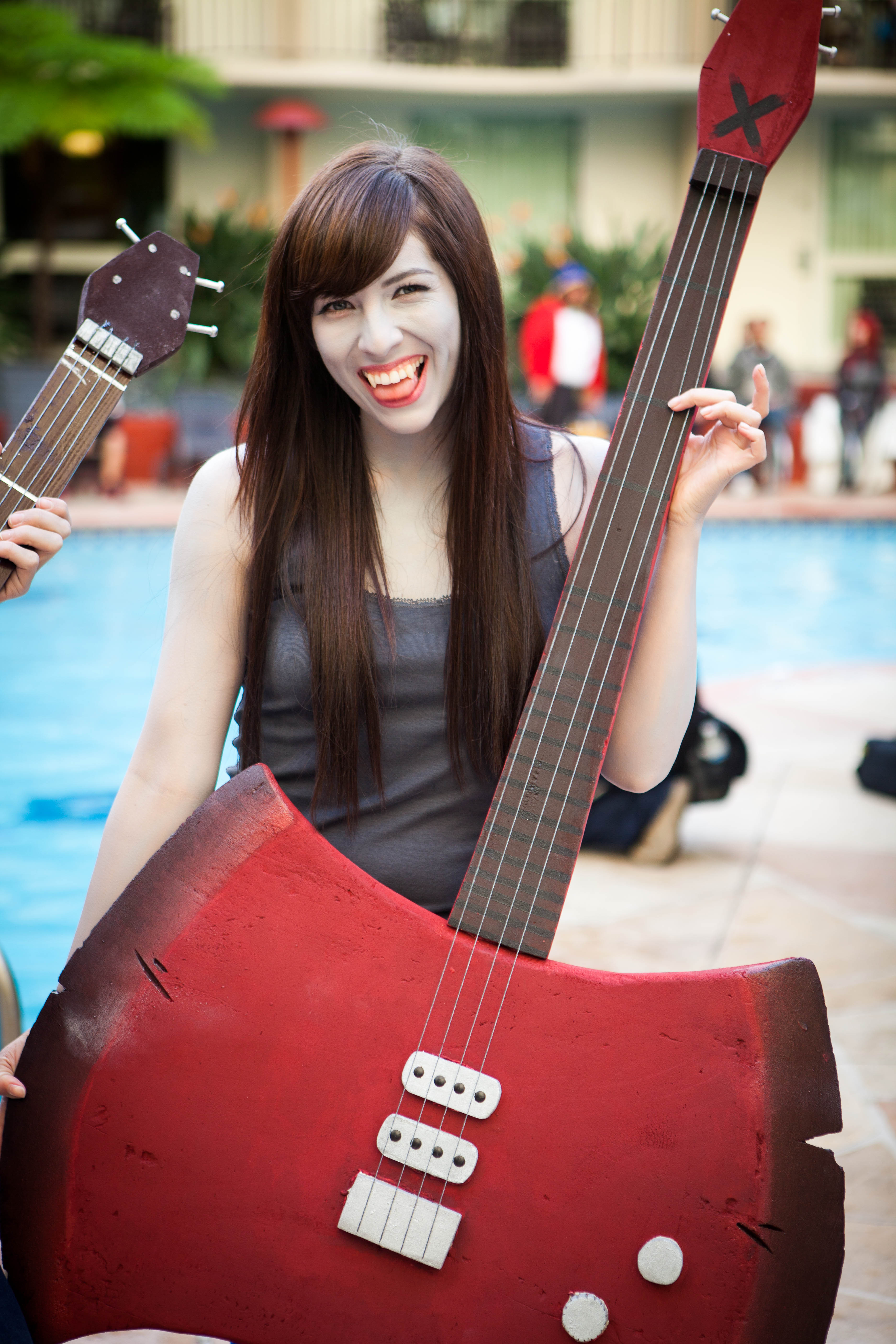
마르셀린의 복장을 입은 코스플레이어.

《디 A.V. 클럽》의 올리버 사바(Oliver Sava)는 마르셀린을 "작품에서 가장 비극적인 인물"이라고 평하였다. 사바는 마르셀린의 등장이 "핀과 제이크에 맞설 수 있으며, 우 랜드의 과거와도 깊은 연관을 갖고 있는 힙하면서 모험을 좋아하는 여성 캐릭터가 등장한 작품의 주요 전환점이었다."라고 언급하였다. 또한 "작품의 가장 감정적인 에피소드의 중심에 마르셀린이 있었다."라고 말을 이으며 "작가진들이 마르셀린의 이야기를 쓰는 것을 즐기기 때문에 자연스레 모든 에피소드의 질이 향상되었다."라고 말하였다. 더 메리 수(The Mary Sue)의 수잔나 폴로(Susana Polo)는 마르셀린에 대해 "가장 근사한 캐릭터"라고 칭하였다.
io9의 찰리 제인 앤더스(Charlies Jane Anders)는 〈I Remember You〉의 리뷰에서 마르셀린과 얼음 대왕의 관계가 "여태껏 본 것 중 가장 강렬한 것"이었다고 표현하였다. 앤더스는 마르셀린의 모습이 "그저 단조로운 악당"에서 "우리가 알 법한" 부류의 인물로 발전해나가는 모습에 대해 호평하였다. 《가디언》은 DVD 리뷰에서 마르셀린을 최고의 캐릭터로 꼽으며 "작품 최고의 노래를 담당하고 있다."라고 이유를 들었다. 《틴 보그》의 루런 리어릭(Lauren Rearick)은 비전통적인 형태의 가족에서 자란 뱀파이어이자 때때로 우울증에 시달리는 마르셀린을 통해 작품이 "어린이 프로그램의 탈을 쓴 채 복잡한 주제에 대해 탐구할 수 있는 기회를 제공하였다."라고 말하였다. 《폴리곤》의 페트라나 라둘로빅(Petrana Radulovic)은 《어드벤처 타임》 역시 다른 작품들과 마찬가지로 진부한 설정으로 여성 등장인물들을 묘사할 수 있었으나, 창시자 펜들턴 워드와 제작진들은 버블검 공주와 마르셀린을 통해 그 틀을 깰 수 있었다고 분석하였다. 라둘로빅은 두 캐릭터가 "여성성과는 무관하게 자신만의 분명한 개성을 가지고 있으면서도 동시에 놀랍도록 복잡하고 의미 있는 관계를 갖고 있다."라고 말하며 "단순하게 우호적인 라이벌 관계에서 벗어나, 수 세기에 걸친 갈망과 로맨스로 발전시키기 위해 작가진들은 수 많은 노력을 하였다."라고 언급하였다.
제작진들 역시 마르셀린에 대한 애정을 자주 표현하였다. 워드는 작품이 첫 방영될 때인 2010년, 가장 좋아하는 캐릭터로 마르셀린을 꼽으면서 "아직 마르셀린에 대해 모르는 것들이 너무 많다."라고 말하며 "신비로우면서도 멋지다."라고 언급하였다. 필 린다는 "마르셀린을 그리는 것은 너무나도 즐겁다."라고 말하며 마르셀린을 가장 마음에 드는 캐릭터로 선택하였다. 첫 등장 이후 마르셀린의 팬층은 급격히 증가하였는데, 특히 코스플레이어들 사이에서 인기를 체감할 수 있었다.

### 논란
〈What Was Missing〉에서의 마르셀린과 버블검 사이의 관계 묘사는 여러 논란을 불러 일으켰다. 프레드레이터 스튜디오가 제작한 한 작품 요약 영상에는 버블검과 마르셀린이 연인 사이임을 암시하는 내용이 담겨있었는데, 해당 영상은 이후 유튜브에서 삭제되었고 의혹은 더 커져만 갔다. 이그제큐티브 프로듀서 프레드 세이버트는 "팬들의 추측과 더불어 수위를 넘은 팬아트에 휩싸여 우리가 너무 지나친 부분이 있었다."라고 해명하였다. 워드는 이에 대해 "큰 소란이었기 때문에 이에 대해 정말로 언급하고 싶지 않았다."라고 말하기도 하였다.
2014년 마르셀린의 성우 올리비아 올슨은 공개 석상에서 워드가 두 캐릭터가 서로 사귀는 사이라고 말한 사실을 언급하였다. 다만 작품이 동성애가 불법인 지역에서도 방영이 되기 때문에 이를 명확하게 묘사할 수 없는 것이라고 말하였다. 논란이 일자 올슨은 나중에 트위터를 통해 "나는 그러한 자리에서 이야기를 만들어내는 것을 좋아한다. 모두들 나의 이야기를 너무 진지하게 받아들인 것 같다."라고 말하며 발언을 수습하기도 하였다. 이러한 논란 속에 마지막 에피소드에서 마르셀린과 버블검은 서로 키스하며 연인 관계를 공식화하였다.

## 추가 읽기
- Thomas, Paul (2020). 《Exploring the Land of Ooo: An Unofficial Overview and Production History of Cartoon Network's Adventure Time》 (영어). Lawrence, KS: University of Kansas Libraries. hdl:1808/30572. ISBN 9781936153190. 2020년 7월 12일에 확인함.
- McDonnell, Chris (2014). 《Adventure Time: The Art of Ooo》 (영어). Harry N. Abrams. ISBN 9781419704505.
- Olson, Martin (2013). 《The Adventure Time Encyclopaedia (Encyclopedia): Inhabitants, Lore, Spells, and Ancient Crypt Warnings of the Land of Ooo Circa 19.56 B.G.E. - 501 A.G.E.》 (영어). Harry N. Abrams. ISBN 978-0-8126-9858-9.